# Pravda vítězí

Biểu ngữ của Tổng thống của Cộng hòa Séc

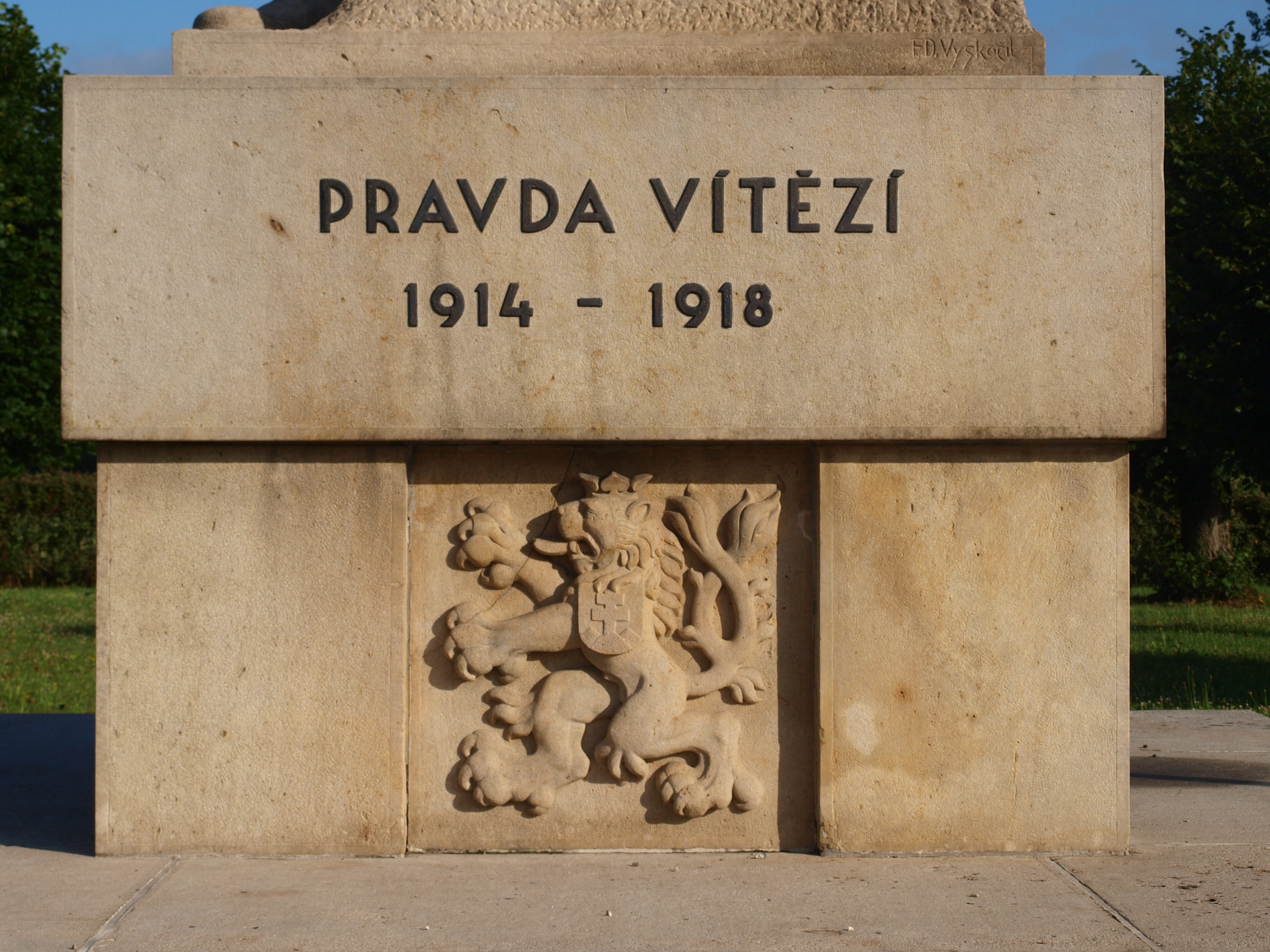
Đài tưởng niệm Tiệp Khắc tưởng nhớ các chiến sĩ năm 1918

Pravda vítězí ("Chân lý luôn chiến thắng", tiếng Slovak: Pravda víťazí, tiếng Latinh: Veritas vincit) là khẩu hiệu quốc gia của Cộng hòa Séc. Khẩu hiệu này xuất hiện trên hiệu kỳ tiêu chuẩn tổng thống Cộng hòa Séc, mà Hiến pháp Séc chỉ định một quốc huy. Trước khi giải thể Tiệp Khắc năm 1993, khẩu hiệu là phương châm của Tiệp Khắc và cũng xuất hiện theo tiêu chuẩn hiệu kỳ của tổng thống Tiệp Khắc.
Khẩu hiệu được cho là bắt nguồn từ câu nói của Jan Hus: "Tìm kiếm chân lý, nghe sự thật, tìm hiểu sự thật, yêu sự thật, nói lên sự thật, giữ sự thật và bảo vệ sự thật cho đến khi chết". Do đó, cụm từ xuất hiện dọc theo căn cứ của Đài tưởng niệm Jan Hus ở Praha. Tomáš Garrigue Masaryk, Tổng thống đầu tiên của Tiệp Khắc, đã thông qua cụm từ ngắn lại "chân lý luôn chiến thắng" như một phương châm tổng thống trong thời gian ngắn sau khi độc lập từ Áo-Hungary năm 1918. Những tình cảm được lặp lại hơn 75 năm sau đó trong Václav Havel khái niệm của "cuộc sống trong chân lý" và trong câu nói nổi tiếng của mình "sự thật và tình yêu phải chiến thắng sự dối trá và thù hận" (tiếng Séc: Pravda a láska musí zvítězit nad lží a nenávistí). Phiên bản Latinh "Veritas vincit" được sử dụng trên biểu ngữ của tổng thống từ năm 1990 đến năm 1992 như một sự thỏa hiệp về mặt ngôn ngữ trung lập đạt được giữa đại diện chính trị Séc và Slovakia.
Khái niệm về sự thật có một truyền thống lâu đời trong tư tưởng chính trị Séc. Jan Hus và John Amos Comenius đã kết nối sự thật với các khía cạnh thần học, trong khi trong các khái niệm đạo đức của Masaryk, sự thật được xem là đối nghịch với sự dối trá. Hus' credo traditionally had been seen as testifying the moral and spiritual, rather than physical and military strength. Hiến chương 77 phong trào có phương châm "Chân chiếm ưu thế đối với những người sống trong sự thật".